# 摩耶自然観察園
摩耶自然観察園（まやしぜんかんさつえん）は、兵庫県神戸市の摩耶山山頂エリア（海抜700m）にある自然観察園。奥摩耶遊園地（摩耶ケーブル遊園地）の跡地に当たり、面積は16,000m2である。
園内にあるアジサイ、ミズバショウ、カキツバタ群落、路傍植物、湿性植物などの各ゾーンを常緑広葉樹などの自然林を生かした散策路で巡ることができる。
園の南隣には日本三大夜景で知られる掬星台がある。

## 交通アクセス
- 摩耶ロープウェー 星の駅 徒歩5分

## ギャラリー

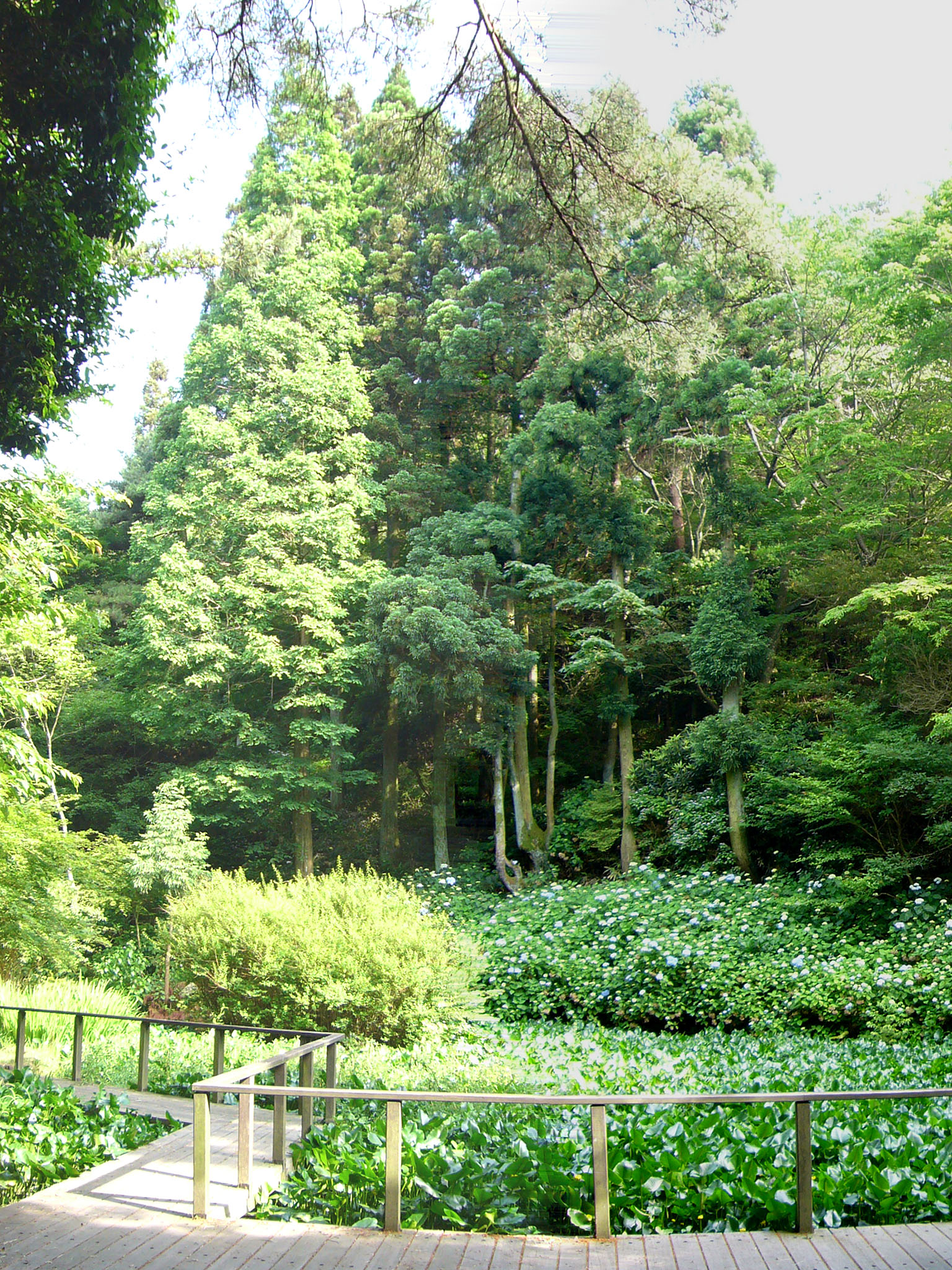
あじさい池
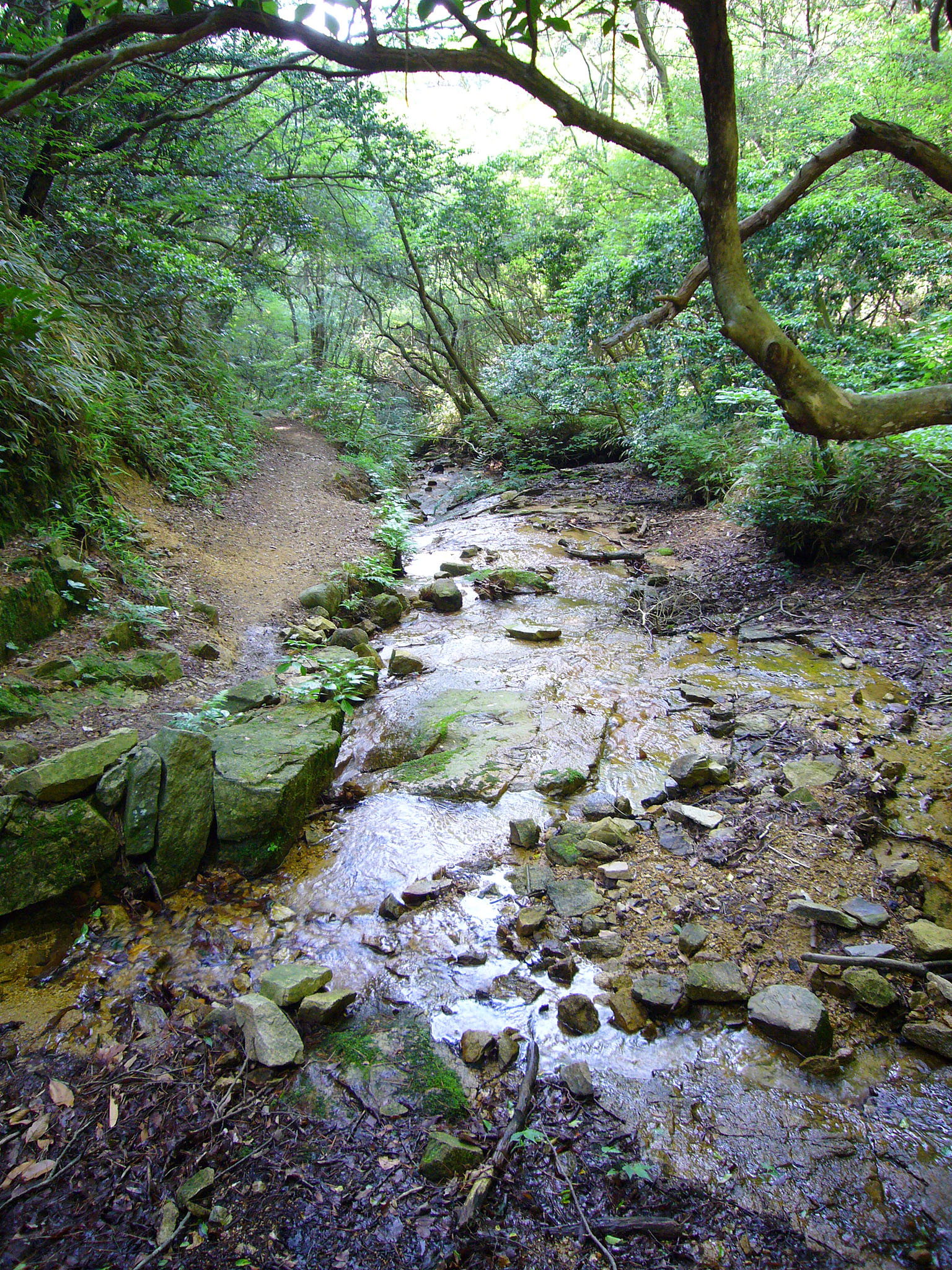
桜谷
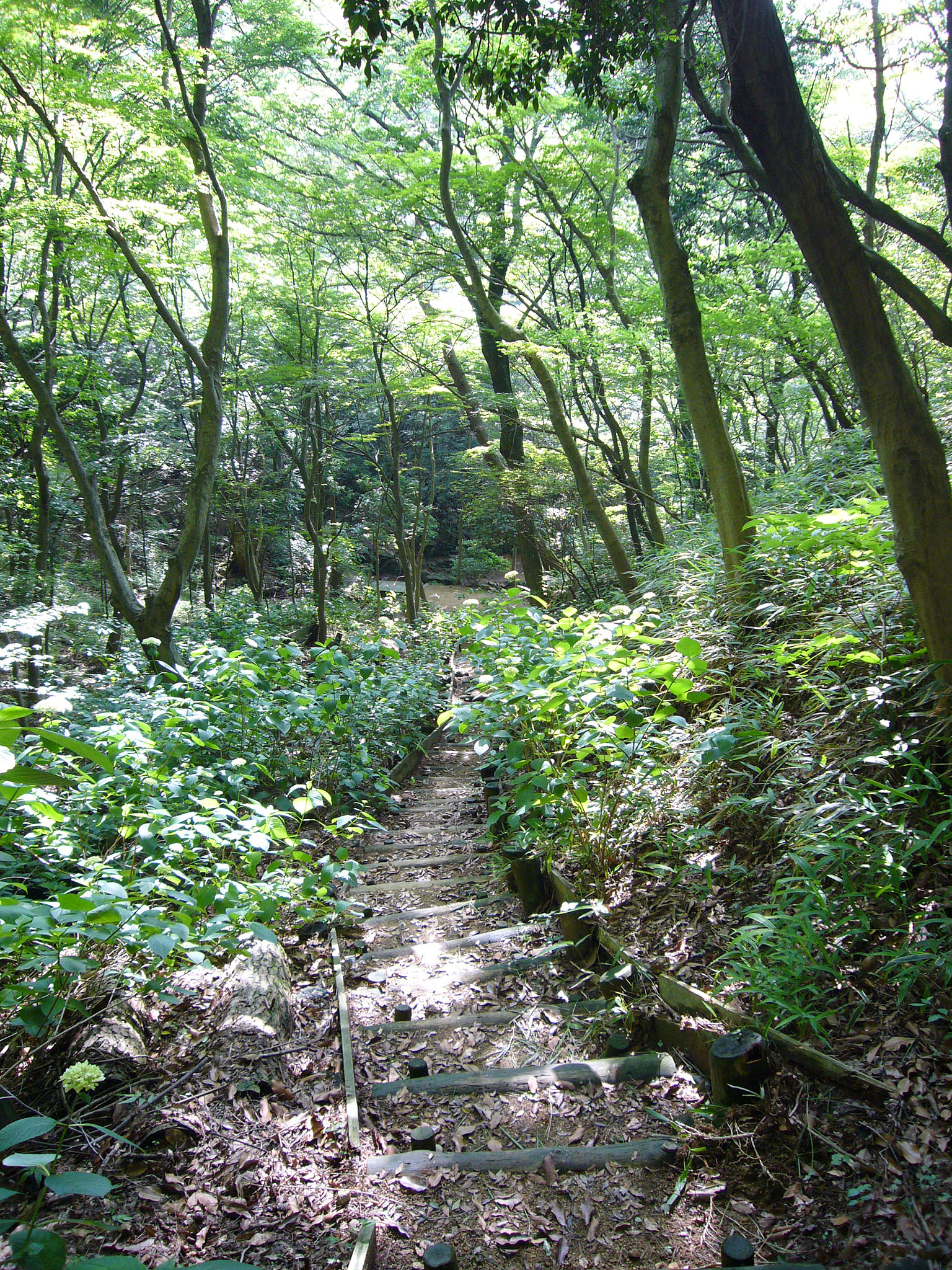
あじさいの谷

## 周辺の名所
- 掬星台
- 忉利天上寺
- 穂高湖
- 神戸市立六甲山牧場